# Kypello Ellados 1995-1996
La Coppa di Grecia 1995-1996 è stata la 54ª edizione del torneo. La competizione è terminata il 15 maggio 1996. L'AEK Atene ha vinto il trofeo per la decima volta, battendo in finale l'Apollon Smyrnis.

## Fase a gruppi

### Gruppo 1
| Squadre          | Punti |
| ---------------- | ----- |
| Panathīnaïkos    | 12    |
| AEK Atene        | 9     |
| Panaigialeios    | 6     |
| Olympiakos Volos | 1     |
| Almopos Arideas  | 1     |

### Gruppo 2
| Squadre             | Punti |
| ------------------- | ----- |
| Panachaïkī          | 10    |
| Pyrgos              | 9     |
| Chaïdari            | 4     |
| Anagennīsī Karditsa | 3     |
| Kallithea           | 3     |

### Gruppo 3
| Squadre         | Punti |
| --------------- | ----- |
| Apollōn Smyrnīs | 12    |
| Panelefsiniakos | 5     |
| Atromītos       | 4     |
| Kalamata        | 4     |
| Ampelokipi      | 2     |

### Gruppo 4
| Squadre              | Punti |
| -------------------- | ----- |
| Agios Nikolaos       | 10    |
| Anagennīsī Giannitsa | 8     |
| Ethnikos Pireo       | 7     |
| Chalkis              | 3     |
| Doxa Dramas          | 0     |

### Gruppo 5
| Squadre               | Punti |
| --------------------- | ----- |
| Arīs Salonicco        | 10    |
| Ialiso Rodi           | 7     |
| Rethymniakos          | 6     |
| Lamia                 | 3     |
| Charafgiakos Iliopoli | 3     |

### Gruppo 6
| Squadre           | Punti |
| ----------------- | ----- |
| Īraklīs           | 10    |
| Doxa Vyrona       | 7     |
| Ethnikos Asteras  | 6     |
| Eolikos Mytilenes | 4     |
| Eordaikos         | 1     |

### Gruppo 7
| Squadre   | Punti |
| --------- | ----- |
| PAOK      | 12    |
| AO Chania | 7     |
| Korinthos | 4     |
| Pierikos  | 4     |
| Kozani    | 1     |

### Gruppo 8
| Squadre      | Punti |
| ------------ | ----- |
| Trikala      | 9     |
| Athīnaïkos   | 9     |
| Proodeftikī  | 7     |
| PAS Giannina | 4     |
| Tyrnavos     | 0     |

### Gruppo 9
| Squadre            | Punti |
| ------------------ | ----- |
| Fōkikos            | 6     |
| OFI Creta          | 5     |
| Kastoria           | 4     |
| Apollon Krya Vrysi | 1     |

### Gruppo 10
| Squadre              | Punti |
| -------------------- | ----- |
| Pontii Veria         | 9     |
| Panīleiakos          | 4     |
| Apollon Larissa      | 2     |
| Enosis Rodi-Diagoras | 1     |

### Gruppo 11
| Squadre              | Punti |
| -------------------- | ----- |
| Apollōn Kalamarias   | 6     |
| Larissa              | 6     |
| Anagennisi Kolindros | 4     |
| Orestis Orestiada    | 1     |

### Gruppo 12
| Squadre       | Punti |
| ------------- | ----- |
| Olympiacos    | 9     |
| GAS Veria     | 2     |
| Panserraïkos  | 2     |
| Pannafpliakos | 2     |

### Gruppo 13
| Squadre           | Punti |
| ----------------- | ----- |
| Ionikos           | 7     |
| Agrotikos Asteras | 5     |
| Fostiras          | 2     |
| Marko             | 1     |

### Gruppo 14
| Squadre           | Punti |
| ----------------- | ----- |
| Kavala            | 7     |
| Varvasiakos Chios | 6     |
| Edessaïkos        | 4     |
| Panargeiakos      | 0     |

### Gruppo 15
| Squadre      | Punti |
| ------------ | ----- |
| Nigrita      | 7     |
| Panaitōlikos | 6     |
| Paniōnios    | 2     |
| Velissario   | 1     |

### Gruppo 16
| Squadre      | Punti |
| ------------ | ----- |
| Skoda Xanthi | 7     |
| Nikī Volo    | 4     |
| Levadeiakos  | 4     |
| Naoussa      | 1     |

## Sedicesimi di finale
| Squadra 1            | Totale      | Squadra 2         | Andata | Ritorno     |
| -------------------- | ----------- | ----------------- | ------ | ----------- |
| Nikī Volo            | 1 - 3       | OFI Creta         | 1 - 3  | 0 - 0       |
| Ialiso Rodi          | 5 - 4       | Agios Nikolaos    | 3 - 1  | 2 - 3       |
| Pyrgos               | 1 - 2       | GAS Veria         | 0 - 0  | 1 - 2       |
| Apollōn Smyrnīs      | 5 - 4       | Panīleiakos       | 2 - 1  | 3 - 3       |
| AO Chania            | 2 - 4       | Trikala           | 2 - 0  | 0 - 4 (dts) |
| Athīnaïkos           | 7 - 1       | Pontii Veria      | 4 - 0  | 3 - 1       |
| Panachaïkī           | 2 - 5       | Panathīnaïkos     | 2 - 2  | 0 - 3       |
| AEK Atene            | 3 - 0       | Īraklīs           | 1 - 0  | 2 - 0       |
| Apollōn Kalamarias   | 4 - 3       | Kavala            | 3 - 0  | 1 - 3       |
| Panaitōlikos         | 4 - 0       | Varvasiakos Chios | 3 - 0  | 1 - 0       |
| Nigrita              | 2 - 7       | Olympiacos        | 1 - 4  | 1 - 3       |
| Ionikos              | 8 - 2       | Panelefsiniakos   | 4 - 0  | 4 - 2       |
| Agrotikos Asteras    | 1 - 1 (gfc) | Skoda Xanthi      | 1 - 1  | 0 - 0       |
| Fōkikos              | 0 - 6       | PAOK              | 0 - 1  | 0 - 5       |
| Doxa Vyrona          | 3 - 1       | Larissa           | 1 - 0  | 2 - 1       |
| Anagennīsī Giannitsa | 2 - 3       | Arīs Salonicco    | 1 - 0  | 1 - 3       |

## Ottavi di finale
| Squadra 1    | Totale | Squadra 2          | Andata | Ritorno |
| ------------ | ------ | ------------------ | ------ | ------- |
| Doxa Vyrona  | 1 - 5  | Panathīnaïkos      | 0 - 2  | 1 - 3   |
| Panaitōlikos | 3 - 4  | Apollōn Smyrnīs    | 1 - 2  | 2 - 2   |
| OFI Creta    | 1 - 2  | Arīs Salonicco     | 1 - 0  | 0 - 2   |
| PAOK         | 5 - 1  | Ionikos            | 4 - 1  | 1 - 0   |
| Olympiacos   | 2 - 4  | AEK Atene          | 1 - 3  | 1 - 1   |
| Trikala      | 4 - 0  | Ialiso Rodi        | 2 - 0  | 2 - 0   |
| Skoda Xanthi | 5 - 0  | Apollōn Kalamarias | 2 - 0  | 3 - 0   |
| Athīnaïkos   | 7 - 3  | GAS Veria          | 5 - 2  | 2 - 1   |

## Quarti di finale
Le partite sono state giocate il 31 gennaio e il 14 febbraio 1996.
| Squadra 1       | Totale | Squadra 2     | Andata | Ritorno |
| --------------- | ------ | ------------- | ------ | ------- |
| AEK Atene       | 5 - 3  | Panathīnaïkos | 3 - 1  | 2 - 2   |
| PAOK            | 5 - 1  | Trikala       | 3 - 0  | 2 - 1   |
| Arīs Salonicco  | 2 - 3  | Athīnaïkos    | 2 - 1  | 0 - 2   |
| Apollōn Smyrnīs | 5 - 2  | Skoda Xanthi  | 4 - 0  | 1 - 2   |

## Semifinali
| Squadra 1       | Totale | Squadra 2  | Andata | Ritorno |
| --------------- | ------ | ---------- | ------ | ------- |
| AEK Atene       | 6 - 0  | Athīnaïkos | 5 - 0  | 1 - 0   |
| Apollōn Smyrnīs | 4 - 2  | PAOK       | 1 - 1  | 3 - 1   |

## Finale
| Arbitro: | Christos Sotiropoulos (Il Pireo) |

|             |           |                                                                                               |
| Barniak 78’ | Marcatori | 11’ Batista 22’ Tsiartas 34’ Batista 48’ (rig.) Tsiartas 60’ Ketsbaia 76’ Tsiartas 89’ Kostis |